# WTA-toernooi van New York
Het WTA-toernooi van New York was een tennistoernooi voor vrouwen dat tussen 1963 en 1991 onregelmatig plaatsvond in de Amerikaanse staat New York. De officiële naam van het toernooi varieerde sterk. De oudste edities (1963–1969) waren getiteld Piping Rock Invitation. De later gangbare naam was Virginia Slims of New York, maar de meest recente editie heette Westchester Cup.
De WTA organiseerde het toernooi, dat laatstelijk in de categorie "Tier V" viel en werd gespeeld op hardcourt.
Er werd door 32 deelneemsters per jaar gestreden om de titel in het enkelspel, en door 16 paren om de dubbelspeltitel. Aan het kwalificatietoernooi voor het enkelspel namen 32 speelsters deel, met vier plaatsen in het hoofdtoernooi te vergeven.
De 1970-editie is van historisch belang: het was het eerste "open" vrouwentoernooi. Georganiseerd door Gladys Heldman en de eigenaar van de Vanderbilt Club, trok het evenement dermate veel publiek dat beroepstennis voor vrouwen een haalbare kaart bleek. In de woorden van Margaret Court (toenmalig nummer één op de wereldranglijst): "Ik denk dat de finale die Billie Jean [King] en ik in Philadelphia speelden, veel belangstelling heeft gewekt. Het werd op televisie uitgezonden. Ik denk dat het publiek nu ontdekt dat je boeiend tennis krijgt als je de top-acht speelsters bij elkaar zet."

## Toernooi-informatie
| jaar      | officiële naam               | plaats van handeling                      |
| --------- | ---------------------------- | ----------------------------------------- |
| 1963–1969 | Piping Rock Invitation       | Locust Valley                             |
| 1970      | Ladies World Invitational    | New York (stad) Vanderbilt Athletic Club  |
| 1971      | Virginia Slims of New York   | New York (stad) 34th Street Armory        |
| 1972      | Clean Air Classic            | New York (stad) Seventh Regiment Armory   |
| 1973      | Lady Gotham Classic          | New York (stad) Forum Felt Arena          |
| 1974      | S & H US National Indoors    | New York (stad) Madison Square Garden     |
| 1975      | Medi-Quik Classic            | Harrison Westchester Country Club         |
| 1976      | WTA Westchester Invitational | Harrison Westchester Country Club         |
| 1985      | Virginia Slims of New York   | Monticello                                |
| 1991      | Westchester Cup              | Westchester County Manhattanville College |

## Meervoudig winnaressen enkelspel
| speelster   | aantal titels | in de jaren |
| ----------- | ------------- | ----------- |
| Chris Evert | 2             | 1975, 1976  |

## Enkel- en dubbelspeltitel in één jaar
| speelster            | in het jaar |
| -------------------- | ----------- |
| Margaret Smith-Court | 1969        |

## Finales

### Enkelspel
| Datum      | Naam                         | Cat.   | ($)     | Ondergrond        | Winnares           | Verliezend finaliste | Uitslag       |
| ---------- | ---------------------------- | ------ | ------- | ----------------- | ------------------ | -------------------- | ------------- |
| 1966-08-08 | Piping Rock Invitation       |        |         | gras, buiten      | Billie Jean King   | Karen Krantzcke      | 6-2, 6-0      |
| 1969-08-04 | Piping Rock Invitation       |        |         | gras, buiten      | Margaret Court     | Betty-Ann Grubb      | 6-1, 6-3      |
| 1970-02-09 | Ladies World Invitational    |        | 5.000   | tapijt, binnen    | Margaret Court     | Virginia Wade        | 6-3, 6-3      |
| 1971-03-24 | VS of New York               |        | 15.000  | tapijt, binnen    | Rosie Casals       | Billie Jean King     | 6-4, 6-4      |
| 1972-12-07 | Clean Air Classic            |        | 15.000  | tapijt, binnen    | Virginia Wade      | Rosie Casals         | 6-3, 6-3      |
| 1973-03-26 | Lady Gotham Classic          |        | 30.000  | tapijt, binnen    | Chris Evert        | Katja Ebbinghaus     | 6-0, 6-4      |
| 1974-03-25 | S & H US National Indoors    |        | 60.000  | tapijt, binnen    | Billie Jean King   | Chris Evert          | 6-3, 3-6, 6-2 |
| 1975-08-18 | Medi-Quik Classic            |        | 75.000  | gravel, buiten    | Chris Evert        | Virginia Wade        | 6-0, 6-1      |
| 1976-08-23 | WTA Westchester Invitational |        | 10.000  | gravel, buiten    | Beth Norton        | Ruta Gerulaitis      | 1-6, 7-5, 6-3 |
| 1985-08-19 | VS of Central New York       |        | 75.000  | hardcourt, buiten | Barbara Potter     | Helen Kelesi         | 4-6, 6-3, 6-2 |
| 1991-07-22 | Westchester Cup              | Tier V | 100.000 | hardcourt, buiten | Isabelle Demongeot | Lori McNeil          | 6-4, 6-4      |

### Dubbelspel
| Datum      | Naam                         | Cat.   | ($)     | Ondergrond        | Winnaressen                     | Verliezend finalistes             | Uitslag         |
| ---------- | ---------------------------- | ------ | ------- | ----------------- | ------------------------------- | --------------------------------- | --------------- |
| 1966-08-08 | Piping Rock Invitation       |        |         | gras, buiten      | Mary-Ann Eisel Billie Jean King | Winnie Shaw Virginia Wade         | 14-16, 6-2, 6-4 |
| 1969-08-04 | Piping Rock Invitation       |        |         | gras, buiten      | Margaret Court Kerry Harris     | Patti Hogan Peggy Michel          | 8-6, 6-4        |
| 1975-08-18 | Medi-Quik Classic            |        | 75.000  | gravel, buiten    | Chris Evert Martina Navrátilová | Margaret Court Virginia Wade      | 7-5, 6-7, 6-4   |
| 1976-08-23 | WTA Westchester Invitational |        | 10.000  | gravel, buiten    | Patricia Bostrom Janice Metcalf | Laura duPont Valerie Ziegenfuss   | 6-2, 6-3        |
| 1985-08-19 | VS of Central New York       |        | 75.000  | hardcourt, buiten | Mercedes Paz Gabriela Sabatini  | Andrea Holíková Kateřina Skronská | 5-7, 6-4, 6-3   |
| 1991-07-22 | Westchester Cup              | Tier V | 100.000 | hardcourt, buiten | Rosalyn Nideffer Lise Gregory   | Katrina Adams Lori McNeil         | 7-5, 6-4        |